# Edmond-Louis Blomme
Pour les articles homonymes, voir Blomme.
Edmond-Louis Blomme (né le 15 février 1828 à Téteghem et décédé le 18 novembre 1910 à Coudekerque-Branche) est un écrivain et historien de langue française et flamande.
Il est l'auteur de De Navolging Christi, une traduction en néerlandais et en vers du premier livre de De imitatione Christi (L'Imitation de Jésus-Christ).

## Biographie
Blomme fut instituteur du village de Ledringhem de 1849 à 1854, avant de poursuivre sa carrière à Armbouts-Cappel, puis à Petite-Synthe. 
Il a notamment écrit des mémoires pour les concours de la Société dunkerquoise. Pour 2 de ces mémoires, il a été primé en 1894 (Monographie d'Armbouts-Cappel présenté au concours de Lettres et Mémoire sur les éclipses présenté au concours de sciences).
Il écrit une monographie sur la commune de Ledringhem, elle aussi présentée au concours de la Société Dunkerquoise en 1895. Cette œuvre est ensuite imprimée dans le vingt-neuvième volume de la revue de la société (Mémoires de la Société dunkerquoise pour l'encouragement des sciences, des lettres et des arts) sorti en 1896.
La découverte du Trésor de Ledringhem, un important trésor de monnaies gauloises découvert fortuitement en 1852 dans la cour d'une ferme de Ledringhem (Département du Nord), a fait l’objet d’une publication en 1875-1876 par Jérémie Landron dans les Mémoires de la société dunkerquoise. Il y est précisé que les renseignements historiques lui ont été fournis par Edmond-Louis Blomme, instituteur au village à l’époque des faits.